# Jean-François Moyne
Jean-François Moyne (* 4. Februar 1801 in Arbois; † 27. November 1854 in Couzon-au-Mont-d’Or) war ein französischer römisch-katholischer Geistlicher und Ordensgründer.

## Leben und Werk

### Der Priester
Moyne wuchs nördlich Lyon in Belleville auf. Nach seiner Priesterweihe war er Kaplan in Neulise bei Roanne. Dann leitete er das Kleine Seminar von Saint-Jodard und versah gleichzeitig die Pfarrei Pinay. 1834 wurde er Pfarrer von Couzon-au-Mont-d’Or bei Lyon.

### Der Gründer
1837 gründete er dort im historischen Haus La Viarde eine Schwesternsammlung, die nach dem Vorbild des 1820 von Pauline Jaricot in Lyon begonnenen Werkes der Glaubensverbreitung Geld für die Mission erwirtschaftete, in diesem Fall durch Seidenweberei. Mit Billigung von Kardinal de Bonald wurden 1844 acht der Schwestern als Mitglieder des Dritten Ordens des Heiligen Franz von Assisi eingekleidet (mit Kanonikus Jacques Allibert, 1780–1864, als geistlichem Leiter).

### Die Franziskanerinnen der Glaubensverbreitung. Tod ihres Gründers
1848 zerstörten die Lyoner revolutionären Seidenweber, welche die Tätigkeit der Schwestern als unlauteren Wettbewerb ansahen, die gesamte Ausrüstung des Hauses und zerstreuten die Schwestern. Diese konnten jedoch zurückkehren und mit moderneren Maschinen weiterarbeiten. Der Zulauf an Kandidatinnen für das Haus war so groß, dass es 1854 in Belleville zur ersten Tochtergründung kam. Noch im selben Jahr starb der Gründer nach kurzer Erkrankung mit 53 Jahren im Kreise seiner Gemeinschaft. Kardinal de Bonald nahm dies zum Anlass, der Gemeinschaft ihren endgültigen Namen zu geben, nämlich „Soeurs Franciscaines de la Propagation de la Foi“ (Franziskanerinnen von der Glaubensverbreitung).

### Weitere Entwicklung des Ordens
Mit Hilfe der Kapuziner von Lyon kam es 1862 zur Genehmigung der Statuten. 1868 gingen auf Bitten von Augustin Planque die ersten Nonnen nach Afrika und das Noviziat wurde in Lyon-Monplaisir eingerichtet. 1874 kam es zum Bruch zwischen Planque und der tatkräftigen Oberin Mutter Bonaventura (1874–1904), die am franziskanischen Ideal hing. Aus den abgetrennten afrikanischen Missionarinnen gingen 1876 die „Soeurs missionnaires de Notre-Dame des Apôtres“ (Schwestern Unserer Lieben Frau von den Aposteln) hervor. 1877 kam es zu einer Tochtergründung in Lille, von dort in Boulogne-sur-Mer, später in Belgien, 1901 in Indien (Maryabad bei Lahore, heute in Pakistan), aus der sich 1922 die Indischen Franziskanerinnen (Indian Franciscan Tertiary Sisters) entwickelten.
1886 wurde ein größeres Haus in Monplaisir-La Plaine (Lyon, 119 avenue Paul-Santy) bezogen (heute Altersheim). 1932 wechselte das Mutterhaus von Lyon in das benachbarte Francheville, Haus La Chardonnière (65 Grande-Rue, seit 2010 Foyer Notre-Dame des Sans-Abris, doch sind noch einige Schwestern am Ort). 1987 schlossen sich die Franziskanerinnen von Soignies in Belgien dem Orden an. Es bestehen noch 9 Häuser in Frankreich, 4 in Belgien und 5 in Afrika.